# هارون أندرسون
هارون أندرسون (بالإنجليزية: Aaron Anderson)‏ هو جندي أمريكي، ولد في 1811 في بليموث في الولايات المتحدة، وتوفي في 9 يناير 1886 في فيلادلفيا في الولايات المتحدة.